# Gaius Papirius Carbo (praetor in 168 v.Chr.)
Gaius Papirius Carbo was praetor in 168 v.Chr., toen hij de provincia Sardinia kreeg toegewezen.
Hij schijnt echter niet naar zijn provincia te zijn gegaan, nadat de senaat hem had verzocht om in Rome te blijven om recht te spreken in rechtszaken tussen burgers en peregrini (vreemdelingen).

## Antieke bron
- Livius, XLIV 17, XLV 12.

## Referentie
- W. Smith, art. Carbo (1), in W. Smith (ed.), A dictionary of Greek and Roman biography and mythology, I, Boston, 1867, p. 610.